# Niederkappel
Niederkappel – gmina w Austrii, w kraju związkowym Górna Austria, w powiecie Rohrbach. Liczy 976 mieszkańców (1 stycznia 2015).